# Alex Ferguson
Sir Alexander Chapman „Alex“ Ferguson, CBE (* 31. Dezember 1941 in Govan, Glasgow) ist ein ehemaliger schottischer Fußballspieler und -trainer. Mit 49 Titeln zählt Ferguson zu den erfolgreichsten Vereinstrainern der Fußballgeschichte. Nach einer wenig spektakulären Spielerkarriere in Schottland feierte er in den 1980er Jahren mit dem FC Aberdeen beachtliche Erfolge (u. a. 3-mal Meister, 4-mal Pokalsieger, Europapokal der Pokalsieger 1983), bevor er 1986 das Traineramt von Manchester United übernahm. Während der folgenden 26 Jahre (1.500 Pflichtspiele) formte Ferguson die Red Devils zu einer der besten und wirtschaftlich stärksten Vereinsmannschaften der Welt. Dabei setzte er konsequent auf die Förderung von Jugendspielern und zeichnete sich durch eine geschickte Transferpolitik aus. Fergusons legendärer Führungsstil kennzeichnete sich durch absolute Macht und Kontrolle innerhalb der Vereinsstrukturen. Von seinen Spielern verlangte er Disziplin und galt als geschickter Motivator, der auch durch sein Verhalten immer wieder Einfluss auf das Spielgeschehen nahm. Besondere Berühmtheit erlangte die „Fergie Time“, da Manchester häufig in der Nachspielzeit entscheidende Tore erzielte. Bis zum Ende seiner Trainerkarriere im Mai 2013 gewann er mit Manchester 38 offizielle Titel und machte den Klub zum englischen Rekordmeister. Unter Ferguson gewann United u. a. 13-mal die Meisterschaft, 4-mal den FA Cup, 2-mal die UEFA Champions League (1999, 2008) und den Weltpokal (1999). Für seine Verdienste wurde Ferguson im Jahr 1999 geadelt und trägt seitdem die Anrede „Sir.“

## Jugend
Alexander Chapman Ferguson wurde am 31. Dezember 1941 in Glasgow geboren. Seine Eltern führten in der damals noch stark auf konfessionelle Zugehörigkeiten geprägten Region, eine der seltenen Mischehen: Vater Alexander Beaton war Katholik, Mutter Elizabeth und die beiden gemeinsamen Söhne hingegen Protestanten. Die Familie bewohnte eine der typischen Mietskasernen im wenig beschaulichen Arbeiterviertel Govan, einem Zentrum für Schiffbau am Fluss Clyde und auch der Vater war Werftarbeiter. Somit wuchsen „Alec“ und sein jüngerer Bruder Martin (* 1942) als Arbeiterkinder in einem rauen Umfeld auf. Während der entbehrungsreichen Nachkriegszeit nahm der Fußball früh eine wichtige Rolle ein. Entweder spielten sie auf der Straße oder für die Mannschaften verschiedener Jugendorganisationen. Gemeinsam mit seinem Bruder besuchte Ferguson im nahen Ibrox Stadium die Heimspiele der Glasgow Rangers, dem protestantisch geprägten Klub der Stadt. Nach seinem Schulabschluss 1958 absolvierte Ferguson eine Lehre zum Werkzeugmacher und schloss sich dem Fußballklub Drumchapel Amateurs an. Seine einfache Herkunft hat dazu geführt, dass sich Ferguson in politischer Hinsicht als Sozialist bezeichnet. Beispielsweise engagierte er sich in seinem Betrieb gewerkschaftlich und zählte zu den finanziellen Unterstützern der Labour Party.

## Spielerkarriere
Fergusons Spielerkarriere begann 1957 mit der Unterzeichnung eines Amateurvertrags beim FC Queen’s Park, dem ältesten Fußballklub Schottlands. Der 16-Jährige galt als hoffnungsvoller Nachwuchsstürmer, kam jedoch trotz ansprechender Leistungen nur sporadisch zu Einsätzen in der Scottish Division Two (15 Tore in 31 Ligaspielen). Um mehr Spielpraxis zu bekommen, wechselte er 1960 zum FC St. Johnstone. Da er weiterhin seinem Beruf als Werkzeugmacher nachging, musste Ferguson zu den Trainingseinheiten nach Perth pendeln. Doch auch bei seinem neuen Klub spielte Ferguson nur eine Nebenrolle und konnte sich nicht als Stammspieler durchsetzen. Nach einer Verletzungspause wurde er sogar in die Reservemannschaft versetzt, weshalb er mehrfach um einen Transfer bat und zeitweise sogar eine Auswanderung nach Kanada in Erwägung zog. Der FC St. Johnstone war eine Fahrstuhlmannschaft, dem zur Saison 1963/64 der direkte Wiederaufstieg in die höchste Spielklasse (Scottish Division One) gelang. Ausgerechnet der 3:2-Auswärtssieg über die Glasgow Rangers am 23. Dezember 1963 brachte die Wende für Ferguson, der einen Hattrick erzielt hatte, weshalb er die Partie in seiner Autobiographie als „das wichtigste Spiel meines Lebens“ bezeichnet.
Erst im Sommer 1964 nahm Fergusons Karriere Fahrt auf. Er wechselte zu Dunfermline Athletic und wurde Vollzeit-Profi (Wochengehalt: 28 £), weshalb er seine Anstellung als Werkzeugmacher kündigte. In der Saison 1964/65 belegte er mit Dunfermline den dritten Platz und erreichte das FA Cupfinale (2:3-Niederlage gegen Celtic Glasgow). Trainer Willie Cunningham hatte allerdings im Endspiel auf Ferguson verzichtet. Die folgende Spielzeit (1965/66) war seine beste und Ferguson entwickelte sich zu einem Torjäger, der mit 31 Treffern schottischer Torschützenkönig wurde (zusammen mit Joe McBride).
Die Glasgow Rangers waren auf Ferguson aufmerksam geworden und verpflichteten ihn 1967 für die damalige schottische Rekordablöse von 65.000 £. Die erste Saison beendeten sie mit zwei Punkten Rückstand auf den Erzrivalen Celtic auf dem zweiten Tabellenplatz in der Liga. Im Pokal schied man im Viertelfinale gegen den späteren Finalisten Heart of Midlothian aus, nach einem 1:1 im regulären Spiel ging das Wiederholungsspiel 0:1 verloren. Die Ligasaison 1968/69 endete für die Rangers ähnlich wie die vorherige: Wieder wurde man hinter Celtic Glasgow Vizemeister. Im Pokal unterlagen die Rangers im Finale im Old Firm Celtic Glasgow mit 0:4. Alex Ferguson wurde anschließend für das frühe Führungstor Celtics in der dritten Minute durch Kapitän Billy McNeill verantwortlich gemacht, da er für dessen Deckung zuständig gewesen war. Daraufhin absolvierte er kein Spiel mehr für die erste Mannschaft der Rangers und wurde nur noch in der Reserve eingesetzt.
Im November 1969 wechselte er zum FC Falkirk, wo er als Spielertrainer aktiv sein sollte. Als John Prentice Trainer von Falkirk wurde, weigerte er sich jedoch, Ferguson als gleichberechtigten Trainer neben sich zu akzeptieren, weshalb Ferguson den Verein verließ und sich Ayr United anschloss, wo er seine Karriere beendete.

## Trainer in Schottland

### FC East Stirlingshire
Im Alter von 32 Jahren schlug Alex Ferguson die Trainerlaufbahn ein und übernahm im Juli 1974 den FC East Stirlingshire. Der Klub aus Falkirk spielte in der Division Two und das Wochengehalt für die Teilzeit-Anstellung lag bei 40 £. Zum Zeitpunkt der Übernahme standen lediglich acht registrierte Spieler im Kader und kein Torwart. Fergusons erstes Pflichtspiel als Trainer war ein 3:3 gegen Forfar Athletic am 10. August 1974 im Scottish League Cup. Schon damals zeichnete sich seine Teamführung vor allem durch das Einfordern totaler Disziplin aus und der Stürmer Bobby McCulley erinnerte sich später an seinen Trainer: „Er hat uns Angst gemacht. Alles war auf seine Ziele ausgerichtet.“ Trotz der widrigen Umstände und eines bescheidenen Transferbudgets von nur 2.000 £ stellte Ferguson eine wettbewerbsfähige Mannschaft zusammen. Erstaunlicherweise gewann Shire neun von 17 Spielen und nach nur dreieinhalb Monaten wechselte Ferguson zum Ligakonkurrenten FC St. Mirren, bei dem er bessere Voraussetzungen vorfand.
Neben der Leidenschaft für den Fußball entwickelte Ferguson früh Geschäftssinn. Um das bescheidene Einkommen als Trainer aufzubessern, erwarb er die Lizenz für einen Pub in Govan (Fergie’s), den er gemeinsam mit seinem Vater und Bruder führte. Seine Erfahrungen als Pub-Betreiber bewertet Ferguson positiv:

„Ich lernte in den Pubs sehr viel über Menschen, ihre Wünsche und ihre Frustrationen, und das half mir später, die Welt des Fußballs besser zu verstehen, auch wenn ich das damals noch nicht wissen konnte (…) Als Trainer in Aberdeen blieb keine Zeit, mich mit Betrunkenen herumzuschlagen oder mich um die Buchhaltung zu kümmern.“

### FC St. Mirren
Ab dem 21. Oktober 1974 trainierte Ferguson den FC St. Mirren aus Paisley. Gleich in seiner Premierensaison (1974/75) gelang ihm als Sechster die Qualifikation für die Scottish First Division, die nach einer Liga-Reform als zweithöchste Spielklasse eingeführt wurde. Ferguson war ein unerbittlicher Charakter, der mit seiner Arbeitswut die Professionalisierung der Klub-Strukturen vorantrieb und auf hungrige Nachwuchsspieler wie Billy Stark, Tony Fitzpatrick oder Frank McGarvey setzte. Er formte aus dem wenig aufregenden Vorstadtverein einen angriffslustigen Aufstiegskandidaten, der durch aggressives Pressing und intensiven Vertikalfußball überzeugte. Nach einer starken Saison, mit nur zwei Niederlagen und einem Torverhältnis von 91:38, gelang ihnen 1976/77 als Zweitliga-Meister der Aufstieg in die Premier Division. Das Durchschnittsalter der Saints lag bei 19 Jahren und schon früh deutete sich sein faszinierendes Talent an, das Potential junger Nachwuchsspieler zu erkennen und sie erfolgreich in die Profimannschaft zu integrieren. Die positive Entwicklung an der Love Street setzte sich fort und der Aufsteiger war 1977/78 auf dem besten Weg, den Klassenerhalt perfekt zu machen. Doch trotz dieser äußerst erfolgreichen Zeit wurde Ferguson am 31. Mai 1978 von Präsident Willie Todd vorzeitig entlassen, der gar öffentlich erklärte, seinem Trainer fehle es an allen Fähigkeiten, um auf dem höchsten Niveau eine Fußballmannschaft trainieren zu können. Die Mannschaft lag zu diesem Zeitpunkt auf Tabellenplatz acht. Dreißig Jahre später gab Todd gegenüber The Guardian allerdings zu, dass die Entlassung keinerlei sportliche Gründe hatte – sondern dass er Ferguson gefeuert habe, weil dieser bereits in Verhandlungen mit dem FC Aberdeen gewesen sei.

### FC Aberdeen

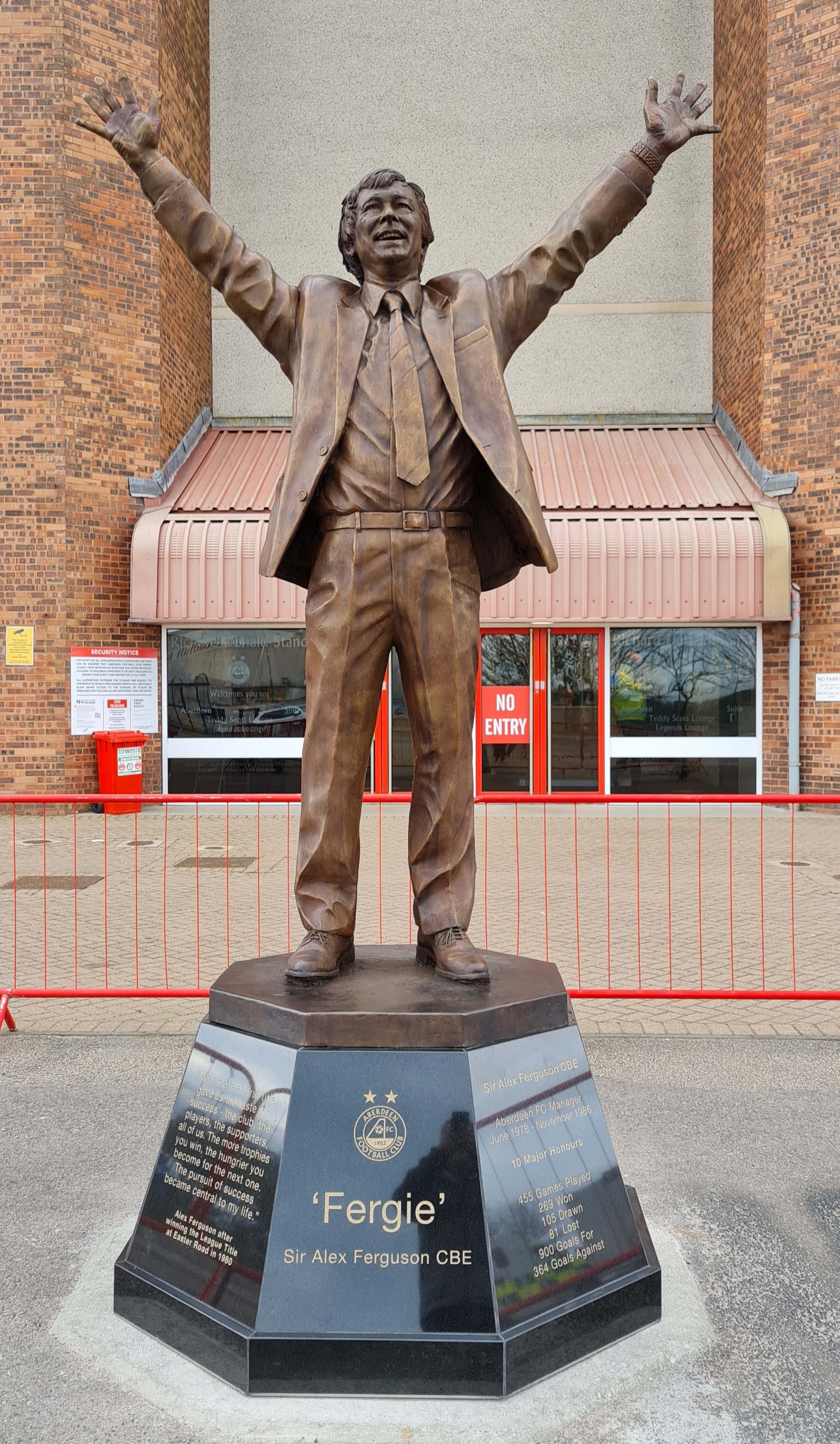
Statue von Sir Alex Ferguson vor dem Pittodrie Stadium

Am 1. Juli 1978 wurde der 36-jährige Ferguson als Trainer des Aberdeen Football Club vorgestellt und folgte auf Billy McNeill. Die „Dons“ zählen zu den größeren Vereinen Schottlands und hatten bis zu diesem Zeitpunkt einmal den Meistertitel (1955) und zweimal den Pokal (1947, 1970) gewonnen. Obwohl die Mannschaft ihr Potential zumindest andeuten konnte, verlief Fergusons Premierensaison durchwachsen und Aberdeen wurde, ohne im Titelrennen eine Rolle gespielt zu haben, Vierter und verlor das Finale des Ligapokals 1979.
Nach einem mäßigen Start in die Spielzeit 1979/80 steigerte sich der FC Aberdeen im Saisonverlauf zunehmend. Der 3:2-Sieg über Celtic Glasgow im Ligapokal markierte einen Wendepunkt und die formstarke Mannschaft avancierte im Frühjahr zu einem Titelanwärter. Bereits im zweiten Jahr seiner Amtszeit führte der ambitionierte Ferguson die Mannschaft nach einer beeindruckenden Aufholjagd an die Spitze und Aberdeen gewann am letzten Spieltag die schottische Meisterschaft. Mit dem ersten Meistertitel seit 1955 hatte Ferguson die erfolgreichste Ära der Klubgeschichte eingeleitet und nach 15 Jahren die übermächtige Dominanz von Celtic und den Rangers durchbrochen. In den folgenden beiden Jahren wurden die Dons zwar nur Vizemeister, bestätigten jedoch ihre neue Rolle als Spitzenmannschaft. Der ehrgeizige Ferguson gab sich mit dem Erreichten nicht zufrieden und war unbestrittener „Motor“ des Erfolgs, der eine regelrechte „Wagenburg-Mentalität“ rund um den Klub erzeugte. 1982, 1983, 1984 folgten drei Gewinne des Scottish FA Cup und auch dort beendeten sie nach zwölf Jahren die Vorherrschaft der Glasgower Klubs. Die Meistertitel 1983/84 und 1984/85 gingen jeweils mit sieben Punkten Vorsprung an Aberdeen. Ferguson war es gelungen, die passenden Talente zu finden und zu integrieren, seine Spielertransfers schlugen voll ein. Das Grundgerüst der Mannschaft bestand aus Torhüter Jim Leighton, den Verteidigern Willie Miller, Alex McLeish und Stuart Kennedy, Spielmacher Gordon Strachan sowie den Angreifern Steve Archibald und Mark McGhee. Mit seiner Titelsammlung wuchs auch Fergusons Reputation und er galt als Siegertyp mit ausgeprägter, bisweilen rabiater Persönlichkeit. Während er einerseits mit seinen Profis umzugehen wusste und sich schützend vor sie stellte, regierte er nach innen mit harter Hand und war als „Furious Fergie“ bekannt. Der Trainer leistete sich zahlreiche Eskapaden, um seinen Spielern zu demonstrieren, dass er die volle Autorität beanspruchte und keine Egos neben sich duldete.

„Er baute sich direkt vor einem Spieler auf und stauchte ihn richtig zusammen. Niemand hat es jemals gewagt, ihm Widerworte zu geben (…) Da steckte mehr dahinter als nur Wut. Das war seine Art, Spieler auf die Probe zu stellen und zu schauen, ob sie den Mumm hatten, die Herausforderung anzunehmen.“

Daneben profitierte der Klub auch von der wirtschaftlichen Entwicklung Aberdeens. Die Hafenstadt hatte sich zu einem der wichtigsten Handelsplätze für Erdöl aus der Nordsee entwickelt und die sportlichen Erfolge führten dazu, dass Sponsoren ihre Aufmerksamkeit auf den aufstrebenden Fußballklub richteten. Mit der Finanzkraft der Klubs aus Glasgow konnten die Dons zwar nie konkurrieren, doch der Ölboom half, die neue sportliche Position zu konsolidieren und an ihrem weiteren Ausbau zu arbeiten. In dieser Phase wurde der Begriff „New Firm“ geprägt, um den Aufstieg und die Rivalität der beiden Klubs aus Schottlands Nordosten – Aberdeen und Dundee United – zu beschreiben, die sich in den 1980er Jahren der alten Dominanz der „Old Firm“ entgegenstellten. Der Höhepunkt von Fergusons Wirken war der Sieg im Europapokal der Pokalsieger 1983. Wegweisend für den späteren Erfolg war Aberdeens spektakulärer 3:2-Sieg im über den FC Bayern München im heimischen Pittodrie Stadium. Das Endspiel am 11. Mai 1983 in Göteborg gewann der klare Außenseiter nach Verlängerung überraschend mit 2:1 gegen Real Madrid und holte den ersten internationalen Titel der Vereinsgeschichte.

„Aberdeen hat das, was man mit Geld nicht kaufen kann – eine Seele, Teamgeist und Tradition.“

Der Gewinn des UEFA-Supercups 1983 gegen den Hamburger SV (0:0; 2:0) komplettierte den internationalen Triumph und aufgrund seiner Erfolge wurde Ferguson als Officer im Order of the British Empire (OBE) ausgezeichnet. Während Aberdeen im Viertelfinale des Europapokals der Landesmeister ausgeschieden war (2:2; 0:0 gegen IFK Göteborg), gewannen sie 1986, in Fergusons letzter Saison, noch einmal den FA Cup sowie den Ligapokal. Damit hatte „Fergie“ in acht Jahren insgesamt elf Titel geholt und ist der mit Abstand erfolgreichste Trainer der Klubgeschichte. Unlängst hatte er Vertragsangebote englischer Klubs wie den Wolverhampton Wanderers, dem FC Arsenal oder Tottenham Hotspur erhalten.

### Schottland
Nationaltrainer Jock Stein holte Ferguson während der WM-Qualifikation als Assistenten in seinen Stab. Die Schotten trafen am 10. September 1985 in Cardiff auf Wales und als Davie Cooper kurz vor Spielende den 1:1-Endstand erzielte und seiner Mannschaft die Playoffs sicherte, erlitt Stein einen Herzinfarkt. Die Wiederbelebungsversuche in den Katakomben des Ninian Parks blieben erfolglos und er verstarb. „Ich bin sehr stolz darauf, Jock Stein als Manager, Kollegen und als Freund gehabt zu haben. Er ist der beste britische Manager aller Zeiten“, ehrte Ferguson seinen verstorbenen Mentor und übernahm zusätzlich zum FC Aberdeen nun auch den Posten des schottischen Nationaltrainers. Unter Ferguson gelang den Bravehearts im Dezember schließlich die Qualifikation für die WM 1986 (2:0, 0:0 gegen Australien). Beim Turnier in Mexiko blieben die harmlosen Schotten sieglos und wurden hinter Dänemark, Deutschland und Uruguay mit nur einem Punkt Gruppenletzter. Nach dem enttäuschenden Abschneiden erklärte Ferguson am 30. Juni 1986 seinen Rücktritt.

## Manchester United

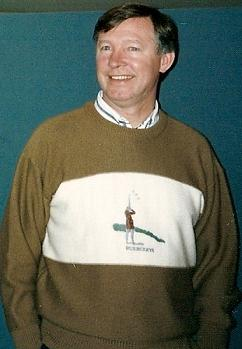
Alex Ferguson (1992)

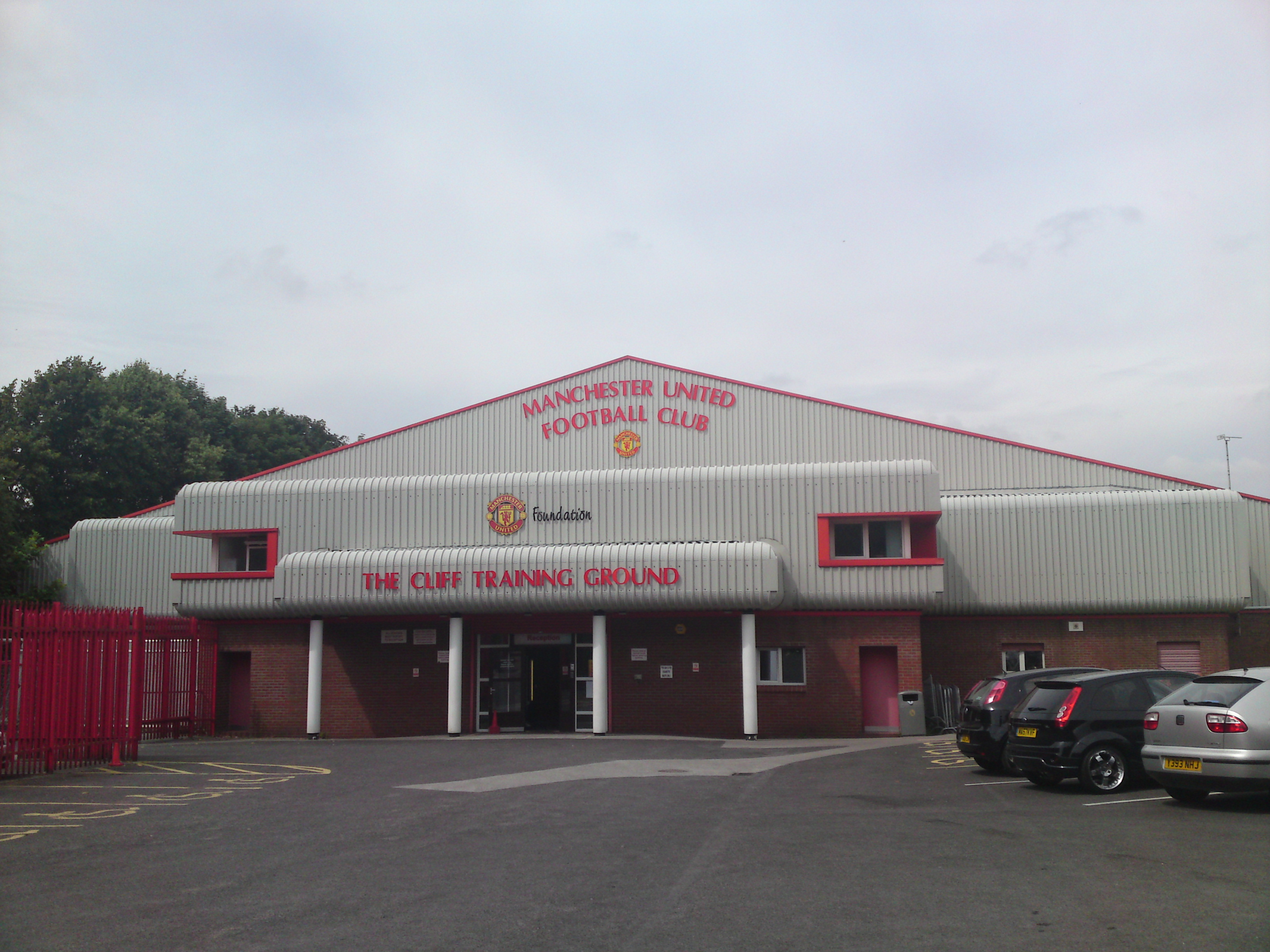
United-Geschäftsstelle auf dem Trainingsgelände The Cliff

Am 6. November 1986 übernahm Alex Ferguson den Trainerposten bei Manchester United. Sein Vorgänger war Ron Atkinson und die Mannschaft belegte zu diesem Zeitpunkt den vorletzten Rang der englischen First Division. Der kriselnde Traditionsklub hatte 1967 letztmalig die Meisterschaft gewonnen und galt sogar als Abstiegskandidat. Trotz einer glorreichen Vergangenheit mangelte es an passenden Strukturen sowie internen Abläufen, um einen geordneten und erfolgreichen Aufbau zu gewährleisten. Die Erwartungen an den neuen Trainer waren hoch und Ferguson betrachtete die schwierige Aufgabe als Chance. Sein Einstand am 14. Spieltag fiel nach einer 0:2-Niederlage gegen Oxford United ernüchternd aus. In den Wochen nach der Übernahme verschärfte Ferguson die Regeln und es gelang ihm, die Mannschaft zu stabilisieren. Die Ergebnisse verbesserten sich und die Red Devils beendeten die Saison 1986/87 auf einem soliden elften Platz. Schnell bestätigte Ferguson den Ruf eines harten, disziplinierten Arbeiters, jedoch auch den eines bisweilen schwierigen Menschen. Von Beginn an setzte er auf einen autoritären wie konsequenten Führungsstil, der ihm im Klub die Anrede The Boss einbrachte. Gnadenlos hart in seinen Forderungen an sich selbst und seine Spieler duldete der resolute Schotte keinen Ungehorsam und ein wichtiger Teil seiner Strategie bestand darin, den Spielern das Gefühl zu geben, unter ständiger Beobachtung zu stehen. Gegen den damals bei vielen Profis üblichen, zum Teil exzessiven, Alkoholkonsum begann Ferguson einen langen Kampf. Er baute sich in Manchester ein regelrechtes Netzwerk auf, das ihn stets darüber informierte, wie sich die Spieler außerhalb der Trainings- und Spielzeiten verhielten.

„Ich habe ihnen erklärt, dass ich unserem Ruf, genauso sehr ein Trink- wie ein Fußballverein zu sein, ein Ende setzen werde. Und ich habe ihnen auch gesagt, dass sie sich ändern müssen, weil ich mich ganz bestimmt nicht ändern werde.“

Während der Vorbereitung auf seine erste volle Spielzeit (1987/88) zeigte Ferguson erstmals eine der Fähigkeiten, die ihn später in die Riege der Weltklassetrainer brachte. Kaum jemand agierte geschickter auf dem Transfermarkt und er verpflichtete Spieler, unter anderem Aberdeens Torhüter Jim Leighton, Steve Bruce oder Brian McClair, die United in entscheidenden Rollen zur überraschenden Vizemeisterschaft verhalfen auch wenn der Abstand zum Serienmeister FC Liverpool mit neun Punkten sehr deutlich ausfiel. Im Gegenzug trennte man sich von Profis wie Norman Whiteside, Paul McGrath oder Gordon Strachan, die weiterhin dem Alkohol zusprachen und aus Fergusons Sicht eine unprofessionelle Lebensweise pflegten. Ähnlich wie der legendäre Matt Busby hatte Ferguson sämtliche Aspekte der Vereinspolitik im Blick und widmete sich mit besonderer Hingabe der Jugendarbeit. Er begann mit dem Aufbau langfristig orientierter Strukturen und leitete beispielsweise die Modernisierung des Trainingszentrums The Cliff in Salford ein. Ferguson machte sich die korrekte Einschätzung junger Talente sowie ihr konsequentes Heranführen an den Profikader zur Aufgabe, er modernisierte und erweiterte das Talentscouting. Zum Leiter der Jugendabteilung bestellte er Brian Kidd, einen der Europapokalsieger von 1968, für das Scouting wurde Les Kershaw verpflichtet. Die Jugendakademie entwickelte sich zu einer der besten des Landes. Intensiv verfolgte Ferguson den Werdegang der Nachwuchsspieler, die regelrecht zur Loyalität gegenüber United erzogen wurden. Bezeichnend hierfür ist ein überraschender „Hausbesuch“ bei dem Spieler Lee Sharpe, als dieser eine Party veranstaltete, bei der auch Ryan Giggs und weitere Jugendspieler anwesend waren. Laut Giggs versteckten sich daraufhin einige Anwesende in den Schränken oder flüchteten sogar aus dem Fenster. 1989 zahlte ManU für den Verteidiger Gary Pallister die damalige britische Rekordablöse von 2,3 Millionen £, weitere wichtige Transfers waren die Verpflichtungen von Paul Ince (1989) und Denis Irwin (1990). Trotz aller Veränderungen, folgten schwierige Jahre, da dem Team die Konstanz fehlte. Manchester verharrte im Mittelmaß und beendete die Saison 1988/89 auf dem elften, die anschließende Saison 1989/90 auf einem enttäuschenden 13. Tabellenplatz. Einen Tiefpunkt markierte das historische 1:5 gegen Manchester City, die höchste Derby-Niederlage seit 1955. Da der erhoffte sportliche Aufschwung ausblieb, stand Ferguson zunehmend in der Kritik. Als United eine Durststrecke von sechs Niederlagen und zwei Remis hinlegte, mehrten sich die Gerüchte und Forderungen nach seiner Entlassung, im Old Trafford pangten hämische Banner der eigenen Fans („Three years of excuses and it's still crap. Ta ra Fergie“). Präsident Martin Edwards und Vorstandsmitglied Bobby Charlton mussten den Trainer gegen erbitterten Widerstand verteidigen und schließlich gewann United durch einen 1:0-Sieg über Crystal Palace am 17. Mai 1990 den FA Cup – die erste Trophäe der Ferguson-Ära. Der Erfolg brachte Ruhe und das Vertrauen der Anhänger, weshalb Ferguson den Titelgewinn als Wendepunkt seiner Trainerlaufbahn bezeichnet.

„Ohne den Sieg im FA Cup gegen Crystal Palace, knapp vier Jahre nach meinem Start, wären gewiss erhebliche Zweifel an meiner Eignung für diesen Job laut geworden. Vermutlich werde ich nie rausfinden, wie nahe ich meiner Kündigung war. Der Gewinn des FA Cups in Wembley läutete die gute Zeit ein.“

Nach fünfjähriger Sperre infolge der Heysel-Katastrophe nahmen die englischen Klubs ab 1990 wieder an den Wettbewerben der UEFA teil. Gleich bei seinem ersten internationalen Auftritt zog Ferguson mit den Red Devils in das Finale des Europapokals der Pokalsieger 1991 ein. Dank eines Doppelpacks von Mark Hughes besiegten sie den von Johan Cruyff trainierten FC Barcelona (2:1) und meldeten sich eindrucksvoll in Europa zurück. Der erste europäische Triumph seit 1968 ließ Fergusons schärfste Kritiker, trotz inkonstanter Leistungen in der heimischen Liga, weitgehend verstummen und festigte seine Machtposition im Verein. Im Frühjahr 1991 musste Ferguson seinen langjährigen Assistenztrainer Archie Knox ersetzen, mit dem er bereits in Aberdeen zusammengearbeitet hatte, da er ein lukratives Angebot der Glasgow Rangers angenommen hatte. Zum seinem neuen Assistenten machte er Brian Kidd, den bisherigen Trainer der Reservemannschaft. Vor Beginn der Saison 1991/92 zählte Manchester United zu den Titelanwärtern und gewann zunächst am 19. November 1991 den UEFA-Supercup (1:0 gegen FK Roter Stern Belgrad) sowie im April 1992 den englischen Ligapokal (1:0 gegen Nottingham Forest). Fergusons Mannschaft führte die First Division an, verspielte jedoch nach einer Niederlage ausgerechnet gegen den Erzrivalen FC Liverpool die Tabellenführung und Leeds United holte überraschend die Meisterschaft.
Trotz des verpassten Meistertitels stand Manchester United an der Schwelle zu einer Dekade, in welcher der Verein eine bisher nie da gewesene wirtschaftliche und sportliche Dominanz ausübte. Am 15. August 1992 ging die neu gegründete Premier League in ihre erste Spielzeit und für den englischen Vereinsfußball begann eine neue Zeitrechnung. Die zunehmende Kommerzialisierung verschaffte den Klubs enormen finanziellen Spielraum, die Übertragungsrechte hatte der Pay-TV-Sender Sky erworben, der für fünf Jahre damals astronomische 191 Millionen £ zahlte. Ferguson war mittlerweile seit sechs Jahren im Amt, hatte den Meistertitel bislang aber noch nicht gewinnen können. Nach der schweren Verletzung von Dion Dublin und einem mäßigen Saisonstart wurde deutlich, dass United ein durchschlagskräftiger und kombinationssicherer Stürmer fehlte, weshalb Ferguson im November 1992 den Franzosen Éric Cantona für 1,2 Millionen £ vom Ligakonkurrenten Leeds United verpflichtete. Der Stürmer erwies sich als spektakulärer Glücksgriff und stellte sich als eine der wichtigsten Transferentscheidungen in Fergusons Laufbahn heraus. Durch ihn änderte sich das gesamte Offensivspiel und der vermeintliche Skandalprofi hob die Red Devils auf ein neues Level. In den 17 Spielen vor seiner Ankunft hatte die Mannschaft im Schnitt ein Tor erzielt, mit dem Franzosen stieg die Quote auf durchschnittlich zwei Treffer. Aber Cantonas Wirkung war nicht nur eine sportliche. Ferguson bezeichnete den Franzosen nicht ohne Grund als seinen „Talisman“, übertrug sich dessen Selbstbewusstsein doch auf die gesamte Mannschaft und am Saisonende feierte Manchester United mit deutlichem Vorsprung die erlösende erste Meisterschaft seit 26 Jahren. Ein wichtiger Meilenstein im Titelrennen war der 2:1-Heimsieg über Sheffield Wednesday (10. April 1993), als Steve Bruce United mit einem Doppelpack kurz vor Spielende und in der Nachspielzeit an der Tabellenspitze gehalten hatte. Derart wichtige Tore wurden zu einem Markenzeichen und die Sportpresse gab der Nachspielzeit den bezeichnenden Namen „Fergie Time.“ Auch Fergusons konsequente Investitionen in die Nachwuchsarbeit trugen langsam Früchte, Spieler wie Lee Sharpe, Mark Robins und vor allem Ryan Giggs schafften den Sprung zu den Profis. In der folgenden Saison 1993/94 gelang mit rekordverdächtigen 92 Punkten die erfolgreiche Titelverteidigung, die sich durch den Gewinn des FA Cups (4:0 gegen den FC Chelsea), zum Double erweiterte. Ferguson erhielt die Auszeichnung Premier League Manager of the Season und ist mit elf Ehrungen Rekordtrainer. Nach einer groben Unsportlichkeit gegen einen Zuschauer am 25. Januar 1995, die zu den bekanntesten Ausrastern der Fußballgeschichte zählt, erhielt Éric Cantona eine neunmonatige Sperre für alle Wettbewerbe und der mediale Aufschrei war enorm. Für Ferguson war der Ausfall seines Schlüsselspielers ein herber Verlust, der 1994/95 auch die Meisterschaft kostete, die knapp an die Blackburn Rovers ging. Doch er stand hinter „King Éric“ und überredete den hadernden Franzosen zur Fortsetzung seiner Karriere. Am Ende verstärkte Cantonas Aussetzer die Integrität des Mannschaftsgefüges und prägte das „Sie-und-Wir-Gefühl“ nachhaltig, das Ferguson, der für seine Psycho-Spielchen berühmt war, so gern kultivierte. Schließlich leitete er nach einem titellosen Jahr im Sommer 1995 einen personellen Umbruch ein und drei Stammkräfte verließen United. Der Trainer hatte großes Vertrauen in die Fähigkeiten seiner Nachwuchsspieler und entschied sich dagegen, die Positionen durch Neuzugänge zu belegen. Stattdessen baute er – trotz verstärkter Kritik – auf eine Reihe von Talenten der eigenen Nachwuchsakademie. Diese legendäre Class of '92 bestand aus David Beckham, Paul Scholes, Gary und Phil Neville sowie Nicky Butt, die 1992 den FA Youth Cup gewonnen hatten. Die öffentliche Kontroverse zu dieser Entscheidung erreichte ihren Höhepunkt, als United zu Saisonbeginn bei Aston Villa mit 1:3 unterlag. TV-Experte Alan Hansen ließ sich zu den später oft zitierten Worten „You won't win anything with kids“ (deutsch: „Mit Kindern wirst du nichts gewinnen“) verleiten. An der Seite der Führungsspieler Peter Schmeichel, Roy Keane und Éric Cantona, der nach seiner Sperre zurückgekehrt war, zeigten Fergie’s Fledglings (deutsch: Fergie's Küken) starke Leistungen und gewannen die folgenden fünf Partien. Der Name spielte auf die legendären „Busby Babes“ aus den 1950er Jahren an. Der Generationswechsel glückte, ManU holte 1995/96 erneut das Double aus Meisterschaft und FA Cup (1:0 gegen den FC Liverpool). Eindrucksvoll untermauerte der Klub seine Vormachtstellung und 1996/97 gelang die Titelverteidigung in der Liga. Der Aufstieg der Class of '92 und die einsetzende sportliche Dominanz, mit vier Meisterschaften in fünf Jahren, fielen in die Zeit des kommerziellen Aufschwungs und Manchester United hatte sich zum unbestrittenen Branchenprimus entwickelt. Zum größten Herausforderer avancierte der von Arsène Wenger trainierte FC Arsenal und die beiden Klubs lieferten sich in den kommenden Jahren eine Reihe erbitterter Duelle. 1997/98 gewannen die spielstarken Gunners das Double, während United leer ausging. Die persönliche Rivalität zwischen Ferguson und Wenger, die häufig in der Öffentlichkeit ausgetragen wurde, zählt zu den bemerkenswertesten Duellen der Premier League. Insbesondere mit Wengers Ruf des Intellektuellen konnte Ferguson nichts anfangen und wie kaum ein anderer nutzte er die Medien als Vehikel seiner „Mind-Games“, kleiner Sticheleien oder abfälliger Äußerungen vor wichtigen Spielen, die meistens einen taktischen Grund hatten und den Gegner verunsichern sollten. Obwohl der ehrgeizige Ferguson mit seinem Klub bereits einen Erfolg im Europapokal vorzuweisen hatte, waren die Ergebnisse in der weitaus prestigeträchtigeren UEFA Champions League im Verhältnis zur nationalen Dominanz mager. Bei ihrer ersten Teilnahme 1993 schieden sie nach der skandalösen Auswärtspartie in der „Hölle von Istanbul“ gegen Galatasaray bereits in der 2. Runde aus. Auch in den Folgejahren blieben sie deutlich hinter den Erwartungen zurück. 1997 drang Manchester zwar bis ins Halbfinale vor, hatte jedoch gegen Borussia Dortmund überraschend das Nachsehen (0:1; 0:1) und verpasste das Finale.

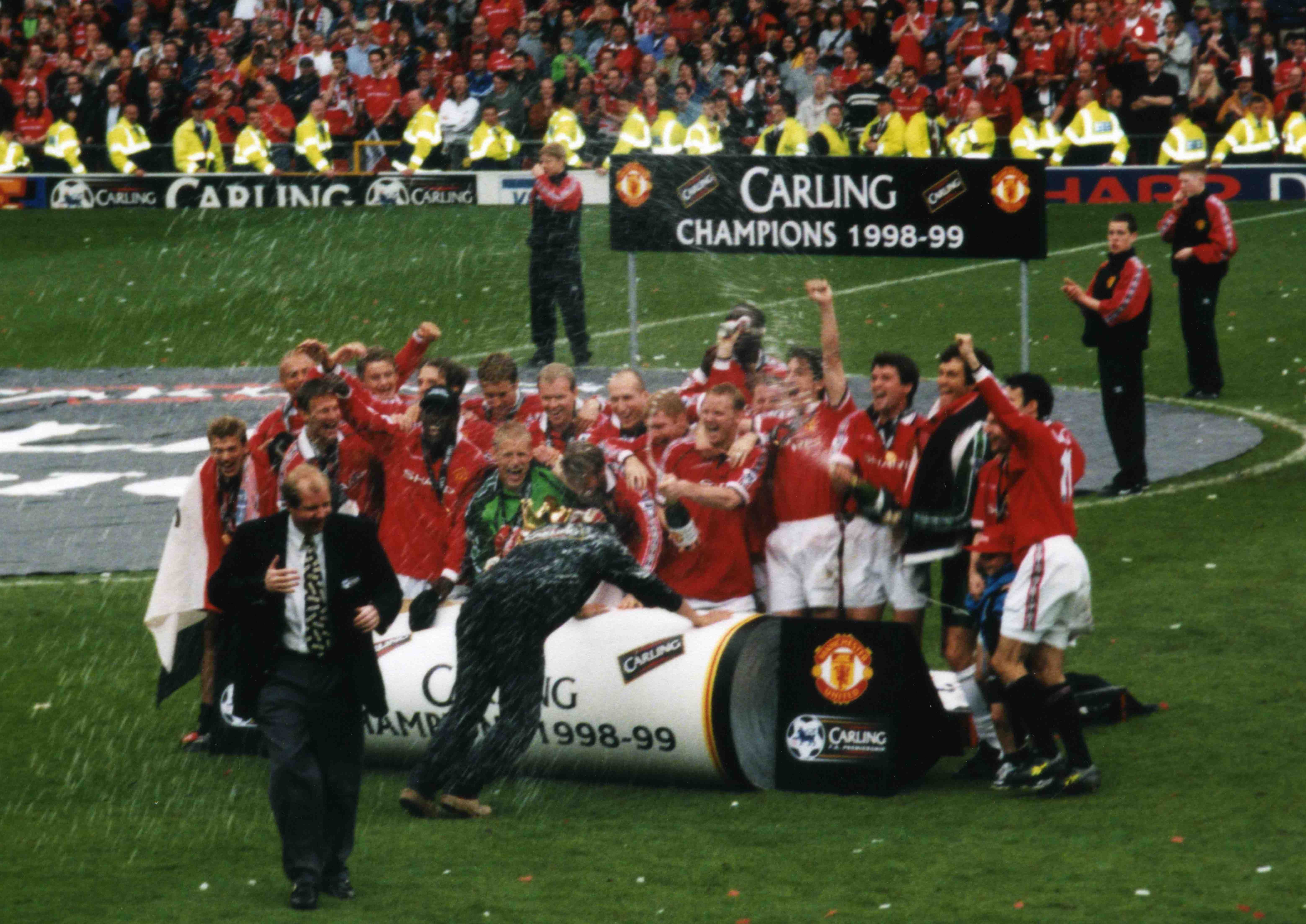
Meisterfeier 1998/99

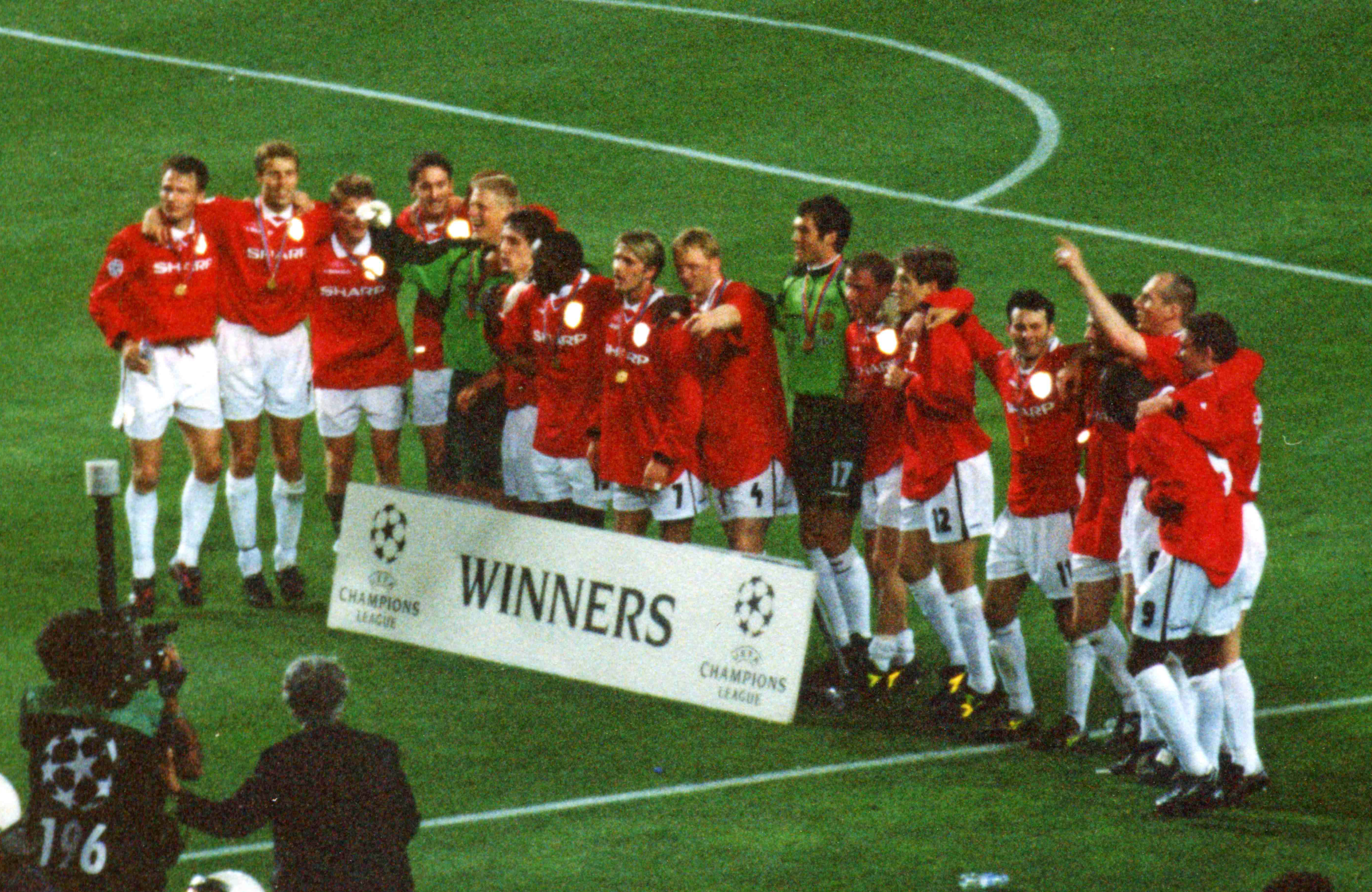
Siegerfoto nach dem Champions-League-Sieg 1999

Nach Cantonas plötzlichem Karriereende (1997) ernannte Ferguson den kampfstarken Roy Keane zum neuen Kapitän, der sich mit seiner unnachgiebigen Entschlossenheit zum absoluten Leitwolf aufgeschwungen hatte. Weiterhin verstärkte er durch die Verpflichtungen von Jaap Stam (10,6 Millionen £) und Dwight Yorke (12,6 Millionen £) den Spielerkader entscheidend. Seinem Zögling David Beckham, der sich nach seinem Platzverweis bei der WM 1998 einer medialen Hetzjagd ausgesetzt sah, stärkte Ferguson öffentlich den Rücken und baute ihn wieder auf. Der Jungstar zahlte das Vertrauen seines Trainers mit starken Leistungen zurück.  Es folgte die historische Saison 1998/99. Nach mäßigem Beginn, spielte sich Manchester United während der zweiten Saisonhälfte in einen regelrechten Rausch und Fergusons Mannschaft blieb ab dem 26. Dezember 1998 bis zum Saisonende für 33 Pflichtspiele in Folge ungeschlagen. Dabei überzeugte sie durch eine große Menge an Führungsqualität sowie individueller Klasse. Die Spielweise war auf Mittelfeldkontrolle und Passqualität ausgelegt, aus der gewohnten 4-4-2 Formation heraus agierten die Red Devils sehr aggressiv gegen den Ball und zeigten sich bei eigenem Ballbesitz ausgesprochen zielstrebig. Die Offensive konzentrierte sich auf die beiden Flügelspieler David Beckham (rechts) und Ryan Giggs (links), die das perfekt aufeinander abgestimmte Sturmduo Andy Cole und Dwight Yorke in Szene setzten. Im Saisonendspurt bewies United Nervenstärke und als erster englischer Klub gewannen sie innerhalb von zehn Tagen das große Triple: Am letzten Spieltag der Premier League wurden sie mit einem Punkt Vorsprung auf den FC Arsenal englischer Meister und holten am 22. Mai 1999 durch einen ungefährdeten 2:0-Sieg über Newcastle United den FA Cup. Das dramaturgische Highlight der Triple-Saison war das Finale der Champions League am 26. Mai gegen den FC Bayern München (hier). Ferguson musste seine gesperrte Mittelfeldzentrale aus Roy Keane und Paul Scholes ersetzen und improvisierte, indem er Beckham in die Mitte zog und Giggs auf den rechten Flügel beorderte. Zur Halbzeit führten die Bayern durch ein Freistoßtor verdient mit 1:0. Der geschickte Motivator Ferguson versuchte seinen Spielern in der Pause den Glauben an den Sieg zurückzubringen:

„Wenn ihr verliert, steht ihr am Ende sechs Fuß vom Pokal entfernt und dürft ihn nicht anfassen. […] Denkt daran, dass viele von euch dem Pokal nie wieder so nahekommen werden. Diesen Gedanken werdet ihr bis ans Ende eures Lebens hassen.“

Durch zweite späte Treffer in der Nachspielzeit drehten die eingewechselten Teddy Sheringham und Ole Gunnar Solskjær innerhalb von 102 Sekunden das Spiel. Der unerwartete Doppelschlag brachte United den nicht mehr für möglich gehaltenen Sieg und fügte den Bayern „die Mutter aller Niederlagen“ zu. In einem Fernsehinterview unmittelbar nach dem Schlusspfiff sagte ein sichtlich mitgenommener Ferguson:

„Ah ich kann’s nicht glauben. Ich kann’s nicht glauben. Football, bloody hell!“

„Es war eine Minute, welche die United-Fans nie vergessen werden – jenseits alles Glaubwürdigen. United röhrte in den letzten Sekunden zurück, um einen unglaublichen Sieg zu holen. Sie konnten nicht gewinnen wie eine normale Mannschaft. Nicht diese Männer. Nicht diese bemerkenswerten, unaufhaltsamen und unschlagbaren Männer von Manchester. Fergusons Götter.“

Wenige Wochen nach dem Triple, am 20. Juli 1999, schlug ihn die britische Königin Elisabeth II. zum Knight Bachelor (Ritter) und Ferguson führt seitdem die Anrede „Sir.“
Spätestens nach der sensationellen Triple-Saison war Ferguson bei Manchester United unantastbar und zählte zu den besten Vereinstrainern der Welt. Der Gewinn des Weltpokals am 30. November 1999 (1:0-Sieg über Palmeiras São Paulo) krönte die erfolgreichste Spielzeit der Klubgeschichte. Neben der sportlichen Dominanz setzte United auch wirtschaftlich neue Maßstäbe. Seit dem Gang an die Londoner Börse (Juni 1991), hatte sich der Klub unter Finanzdirektor David Gill zu einem globalen Fußballunternehmen gewandelt. Der  Jahresumsatz steigerte sich bis zum Jahr 2000 auf 200 Millionen Euro und Manchester United galt als wertvollster Fußballklub der Welt. Auch die Infrastruktur verbesserte sich durch den Umzug in das hochmoderne Trainingszentrum nach Carrington (Trafford Training Centre), der Umbau des Old Trafford zum größten Vereinsstadion Großbritanniens wurde abgeschlossen (68.217 Plätze). Fergusons wichtigster Mitarbeiter in dieser äußerst erfolgreichen Phase war sein Co-Trainer Steve McClaren, dem er die tägliche Trainingsarbeit anvertraute. Bis auf wenige Ausnahmen blieb der Spielerkader unverändert und der Weg zur englischen Meisterschaft führte unweigerlich über die Red Devils. 1999/2000 und 2000/01 wurden sie jeweils mit deutlichem Vorsprung Meister und gewannen damit dreimal in Folge den Titel. Arsenal hingegen gewann sowohl 2001/02 als auch 2003/04 den Meistertitel. Durch zwei Rekordtransfers setzte Ferguson einen gewissen Verjüngungsprozess in Gang und demonstrierte gegenüber der Konkurrenz wirtschaftliche Überlegenheit. Mit dem Argentinier Juan Sebastián Verón (28,1 Millionen £) verpflichtete er 2001 den teuersten Spieler der englischen Fußballgeschichte und übertraf die Ablöse im Folgejahr sogar nach, als er für Rio Ferdinand 29,3 Millionen £ zahlte. Im Sturmzentrum war mittlerweile Ruud van Nistelrooy (19 Millionen £) der wichtigste Akteur. Entgegen seiner ursprünglichen Ankündigung, Manchester United nach Saisonende 2002 zu verlassen, verlängerte „Sir Alex“ seinen Vertrag am 27. Februar 2002 um drei weitere Jahre (Gehalt: 5,3 Millionen Euro) und beendete sämtliche Spekulationen um seine Zukunft. Als Grund für die Meinungsänderung führte er an, seine Ehefrau Cathy und die drei gemeinsamen Söhne hätten ihn von der Fortsetzung seiner Karriere überzeugt. Nach sieben Meisterschaften mit den Red Devils setzte sich Ferguson das ehrgeizige Ziel, den englischen Rekordmeister FC Liverpool abzulösen, der bislang 18 Titel gewonnen hatte („Meine größte Herausforderung ist es, Liverpool von ihrem verdammten Thron zu stoßen“). 2002/03 gewann United erneut die Meisterschaft, doch trotz des Erfolgs kam es im Frühjahr 2003 zum endgültigen Bruch in der seit langem angespannten Beziehung zu Superstar David Beckham. Die Verwandlung des Spielers vom hochbegabten Fußballer zu einer globalen Lifestyle-Ikone sowie seine medienwirksame Ehe zur Sängerin Victoria gilt als eine der großen Enttäuschungen in Fergusons Karriere. Nach der 0:2-Niederlage im Achtelfinale des FA Cups gegen Arsenal am 15. Februar 2003 folgte der Eklat: Ferguson kritisierte in der Kabine Beckhams Einstellung und trat wutentbrannt gegen einen auf dem Boden liegenden Fußballschuh, der Beckham über dem rechten Auge traf und eine Platzwunde verursachte. Der Spieler wollte auf seinen „Ziehvater“ losgehen, wurde aber von seinen Teamkollegen zurückgehalten. Das Verhältnis normalisierte sich danach nicht mehr. Die Medien mutmaßten über ein bevorstehendes Ende des Mittelfeldspielers bei Manchester United und Buchmacher boten Wetten an, bei denen Geldbeträge darauf gesetzt werden konnten, wer den Verein als Erster verlassen würde. Ferguson blieb seiner kompromisslosen Linie treu und verkaufte Beckham im Juni 2003 für 35 Millionen Euro an Real Madrid.

„David war der einzige Spieler, den ich trainiert habe, der sich dafür entschieden hat, berühmt zu werden und auch außerhalb des Spiels bekannt zu werden (…) In dem Moment, in dem ein Spieler von Manchester United dachte, er sei größer als der Trainer, musste er gehen. David dachte, er sei größer als Alex Ferguson. Darüber habe ich keine Zweifel.“

Am 23. November 2004 bestritt Ferguson sein 1.000-Pflichtspiel als Trainer von Manchester United (1:0-sieg über Olympique Lyon).

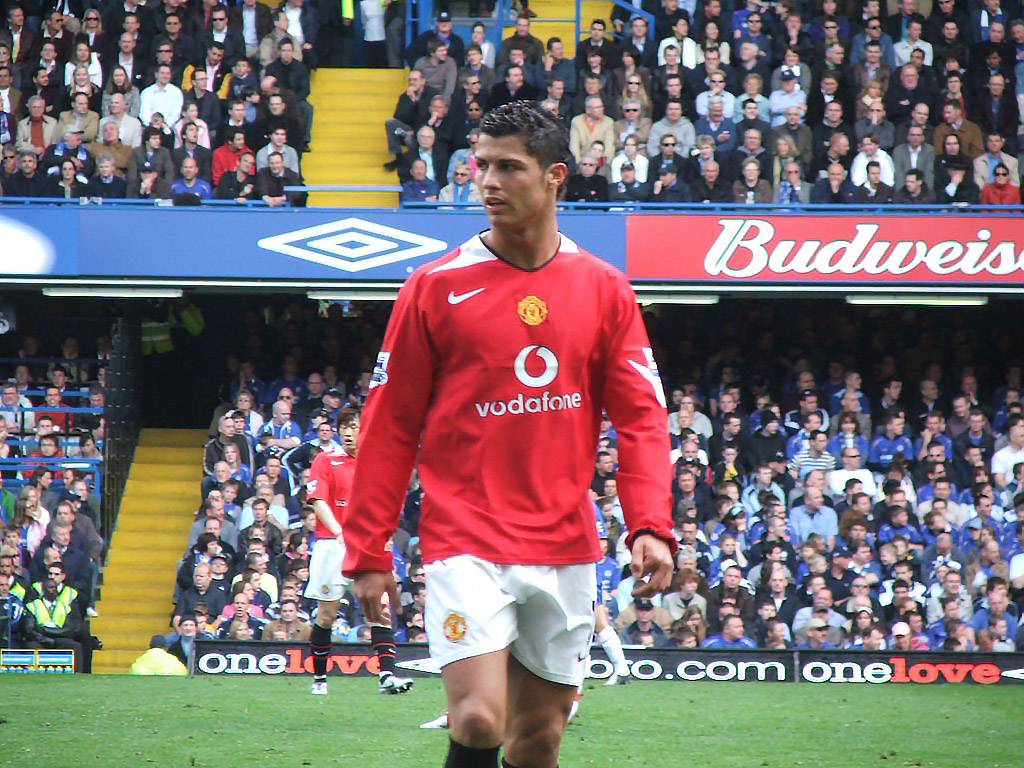
Ferguson formte Cristiano Ronaldo zu einem Weltstar (2006)

Dank der finanziellen Unterstützung des neuen Eigentümers Roman Abramowitsch, avancierte der FC Chelsea ab 2004 zum größten Konkurrenten in der Premier League. Manchester gewann zwar 2004 den FA Cup (3:0 gegen FC Millwall) sowie 2006 den Ligapokal (4:0 gegen Wigan Athletic), wurde allerdings drei Jahre in Folge kein Meister und blieb damit deutlich hinter dem eigenen Anspruch zurück. Vor allem in seinem 19. Dienstjahr als United-Trainer geriet Ferguson unter Druck, war als Krisenmanager gefordert. Die Mannschaft wirkte verunsichert und drohte nach dem vorzeitigen Champions-League-Aus (Gruppenletzter mit nur einem Sieg) auch international den Anschluss zu verlieren. Ferguson hatte zwar sukzessive einen personellen Umbruch eingeleitet, doch Neuverpflichtungen wie Kléberson, Éric Djemba-Djemba, Diego Forlán oder Rekordtransfer Juan Sebastian Verón waren gefloppt. Noch dazu kam es im November 2005 zur plötzlichen Vertragsauflösung mit Roy Keane. Der langjährige Kapitän hatte in einem Interview mit dem vereinseigenen Sender MUTV die Transferpolitik des Klubs und einige Mitspieler öffentlich kritisiert. Keane konnte nicht gleichwertig ersetzt werden und der Mannschaft fehlte ihr wichtigster Führungsspieler, weshalb viele Fans beklagten, es sei nicht mehr „das alte United.“ Zudem brachte die Übernahme durch den US-Milliardär Malcolm Glazer, der die Mehrheitsanteile bis 2005 in mehreren Schritten erwarb, große Unruhe in den Verein. Das Umfeld befürchtete, man drohe seine „Seele“ zu verlieren. Im Zuge der Übernahme hielt sich Ferguson, wie immer wenn es um geschäftliche Belange des Klubs ging, auffällig bedeckt. Diese öffentliche Zurückhaltung wurde von vielen Beobachtern als Gegenleistung dafür gesehen, dass er in allen sportlichen Entscheidungen die volle Souveränität verlangte. Durch die Finanzierung über Kredite machte Glazer die Red Devils von einem der reichsten und profitabelsten Fußballklubs weltweit zu dem am höchsten verschuldeten, dessen jährliche Zinsbelastung fortan 68 Millionen Euro betrug. Im Gegensatz dazu beschränkte sich das Transferbudget auf maximal 37 Millionen Euro pro Jahr. Der erzwungene Eigentümerwechsel entfachte den erbitterten Widerstand der Fanbasis, die 2005 mit dem FC United of Manchester sogar einen neuen Fußballklub als klaren Gegenentwurf zur wachsenden Kommerzialisierung gründeten. Als die sportliche Schwächephase um die Jahreswende 2005/06 ihren Höhepunkt erreichte, spekulierten die Medien unlängst über eine mögliche Ablösung des mittlerweile 63-jährigen Ferguson. Trotz wachsender Kritik behielt er den eingeschlagenen Kurs der sportlichen Neuorientierung bei und zeichnete sich auch weiterhin durch unerschütterliches Selbstbewusstsein sowie großen Ehrgeiz aus. Ferguson setzte auf junge Spieler mit großem Entwicklungspotential und tätigte mit den Verpflichtungen von Wayne Rooney (2004), Nemanja Vidić, Michael Carrick, Patrice Evra (alle 2006), Nani und Carlos Tévez (beide 2007) einige der besten Transfers seiner Karriere. Insbesondere das Verhältnis zwischen Ferguson und dem portugiesischen Ausnahmetalent Cristiano Ronaldo, der 2003 als 18-Jähriger von Sporting Lissabon verpflichtet worden war, ging weit über den Fußball hinaus, da der Trainer gegenüber dem Spieler eine Vaterrolle einnahm. Obwohl Ronaldo in England zunächst für seine selbstverliebte Spielweise und oft arrogant wirkenden Auftritte kritisiert wurde, reifte er unter Fergusons Führung zu einem der besten und effektivsten Stürmer der Welt. Die chronische Schwachstelle auf der Torwart-Position beseitigte er durch die Verpflichtung Edwin van der Sars für nur 2 Millionen £ Ablöse (2005). Der Routinier erwies sich als sicherer Rückhalt und war maßgeblich für die Neuausrichtung der Defensive verantwortlich.
Nach einer sportlichen Übergangsphase war es Ferguson gelungen, eine neue, schlagkräftige Mannschaft aufzubauen, die durch attraktiven und modernen Angriffsfußball überzeugte. Durch den Abgang des Strafraumstürmers Ruud van Nistelrooy zur Saison 2006/07, der sich mit dem Boss überworfen hatte, begann er mit einer Umstellung des Spielstils, der in den Jahren zuvor zu flügellastig geworden war. Nun rückte die spielerische Komponente wieder in den Vordergrund und offensiv stützte sich United auf schnelle, bewegliche Stürmer wie Cristiano Ronaldo, Wayne Rooney, Carlos Tévez, Nani oder den „ewigen“ Ryan Giggs. Taktisch setzte er zwar auf sein bewährtes 4-4-2-Spielsystem, das sich in der Offensive jedoch überaus variabel darstellte. Je nach Spielsituation oder Gegner, griff Ferguson auf verschiedene Varianten zurück, sodass ein 4-3-3 entstand. Ein besonderes Merkmal war Uniteds überfallartiger, schneller Konterfußball. Durch diese Fluidität, ständige Personal-, System- und Strategiewechsel erzwang Ferguson eine Anpassung des Gegners an sein System, weshalb viele Kritiker die ManU-Mannschaft dieser Jahre für die beste in seiner Karriere halten. Beispielhaft für den Hochgeschwindigkeitsfußball auf höchstem technischen Niveau steht der herausragende 7:1-Sieg über die AS Rom (Champions League-Viertelfinale 2007). Eindrucksvoll kehrte United in die Erfolgsspur zurück und erlangte mit drei Meisterschaften in Folge (2006/07, 2007/08, 2008/09) die Vormachtstellung im englischen Vereinsfußball zurück. Trotz seines fortgeschrittenen Alters, ließ Ferguson keine Verschleißerscheinungen erkennen und hatte zum zweiten Mal in seiner Laufbahn den Titel-Hattrick geschafft. 2009 kam der Gewinn der Ligapokals hinzu. Obwohl die Mannschaft eine große Anzahl von Stars und Individualisten versammelte, zeichnete sie sich durch enormen Siegeswillen aus, war eine zähe Einheit, in der sich jeder für das Team aufopferte. Fergusons Mannschaft war eine erstaunliche Mischung aus Torgefahr und defensiver Stabilität. Das kompakte Fundament bildete das kaum zu bezwingende Bollwerk bestehend aus Rio Ferdinand und Nemanja Vidić, die zu den besten Innenverteidiger-Duos der Premier-League-Geschichte zählen. Bezeichnenderweise kassierte man während des Titel-Hattricks nie mehr als 27 Gegentore pro Saison und 2008/09 stellte Torhüter van der Sar den englischen Ligarekord ein, als er in 1.311 Minuten in Folge (14 Spiele) keinen Gegentreffer hinnehmen musste. Zum prägenden Offensiv-Akteur und globalen Superstar war mittlerweile der extrovertierte Cristiano Ronaldo gereift, der 2008 zahlreiche individuelle Auszeichnungen erhielt (u. a. FIFA-Weltfußballer).

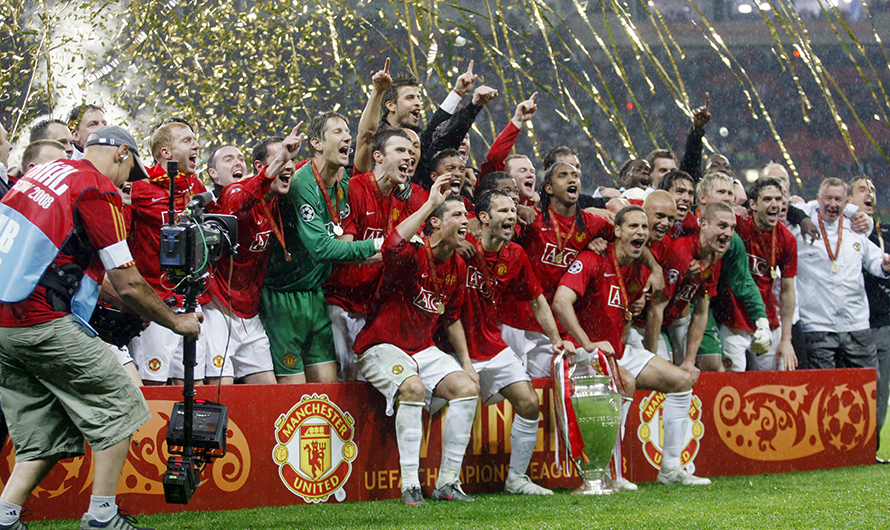
Siegesfeier nach dem Finale 2008

Neben der nationalen Dominanz, avancierten die Red Devils auch international wieder zu einem ernstzunehmenden Titelkandidaten. Während sie 2007 noch im Halbfinale der Champions League gescheitert waren, erreichten sie in der Saison 2007/08 in beeindruckender Weise das Endspiel (hier). In der K.O.-Phase hatte United lediglich einen Gegentreffer hinnehmen müssen und spielerisch überzeugt. Im rein englischen Finale trafen sie am 21. Mai 2008 im Moskauer Luschniki-Stadion auf den FC Chelsea. Nachdem es nach 120 wechselhaften Spielminuten 1:1 gestanden hatte, fiel die Entscheidung im Elfmeterschießen, das Manchester mit 6:5 für sich entschied. Ferguson gewann damit nach neun Jahren wieder den Titel der Königsklasse und auch die beiden Routiniers Paul Scholes und Ryan Giggs gehörten noch zum Kader. Auch wenn sich der Trainer bescheiden gab, markierte der Triumph den unbestrittenen Höhepunkt dieser zweiten sportlichen Hochphase und ereignete sich genau 50 Jahre nach dem tragischen Flugzeugabsturz vom 6. Februar 1958, bei dem zahlreiche Spieler der „Busby Babes“ ums Leben gekommen waren.

„Ich bin sehr, sehr stolz. Manchmal muss man sich selbst kneifen, aber wir werden schon nicht abheben. Morgen früh denke ich bereits an die nächste Saison. Ich vergesse das sehr schnell. Die Euphorie ist bald wieder verflogen. Der Moment, als van der Sar den letzten Elfmeter gehalten hat, das war mein Moment, meine Euphorie und meine Begeisterung. Danach muss man wieder nach vorne schauen.“

Im Dezember 2008 reiste Ferguson mit Manchester United zur FIFA-Klubweltmeisterschaft nach Japan. Die Red Devils schlugen Gamba Osaka (5:3) und holten nach einem hart umkämpften 1:0 über LDU Quito als erste europäische Mannschaft den Turniersieg. Auch 2008/09 marschierte Manchester regelrecht durch die Champions League und stellte sogar die Rekordmarke von 25 ungeschlagenen Spielen in Serie auf (19. August 2007 bis 5. Mai 2009). Sie erreichten das Endspiel im Olympiastadion Rom und hatten damit die Chance, als erste Mannschaft überhaupt den Titel zu verteidigen. Gegner war der FC Barcelona unter Pep Guardiola und das Duell wurde zum Kampf zweier Prinzipien erklärt: Uniteds Wucht gegen Barças Eleganz. Das mit Spannung erwartete Finale am 27. Mai 2009 entwickelte sich zu einer berauschenden Partie, die Barcelona verdient mit 2:0 für sich entschied – Fergusons erste Niederlage in einem europäischen Finale („Barcelona war die bessere Mannschaft. Sie konnten den Ball den ganzen Abend in ihren Reihen halten und haben es schwer für uns gemacht. Wir müssen akzeptieren, heute gegen die bessere Elf verloren zu haben.“). Wenige Wochen nach dem verlorenen Champions-League-Finale verließ Superstar Cristiano Ronaldo den Klub und wechselte nach zähen Verhandlungen für 93 Millionen Euro zu Real Madrid – der teuerste Transfer der Fußballgeschichte. Neben seinem „Ziehsohn“ verlor Ferguson auch Carlos Tévez, mit dem man sich nicht auf einen Vertrag einigen konnte. Der Argentinier schloss sich ausgerechnet dem Stadtrivalen Manchester City an, die mittlerweile im Besitz der City Football Group aus Abu Dhabi waren und verdeutlichte die Verschiebung der Finanzverhältnisse der Premier League. Ferguson musste sich mit einer veränderten Konkurrenzsituation auseinandersetzen und bezeichnete die neureichen Citizens etwas abschätzig als „the noisy neighbours“, also die lauten und lärmenden Nachbarn. Die hohen Einnahmen aus dem Ronaldo-Transfer konnte er nur bedingt in neue Spieler investieren. Die hoch verschuldeten Red Devils brauchten das Geld, um ihre Zinsen abzuzahlen und der Unmut der Fans gegen die ungeliebten Glazers erreichte neue Höhen. Durch diese Abgänge fehlten für Uniteds Spielweise zwei unersetzliche Akteure, was gleichbedeutend mit dem Ende einer Ära war und United sollte in den folgenden Jahren nicht mehr an die sportliche Qualität zwischen 2006 und 2009 herankommen.
2009/10 verpasste United, nach einer Schwächephase im April, die erneute Titelverteidigung äußerst knapp und wurde mit nur einem Punkt Rückstand auf Chelsea Vize-Meister, gewannen aber zumindest durch ein 2:1 über Aston Villa den englischen Ligapokal.
Am 2. September 2012 absolvierte Ferguson seine 1000. Ligapartie als Trainer von Manchester United.

### Rücktritt

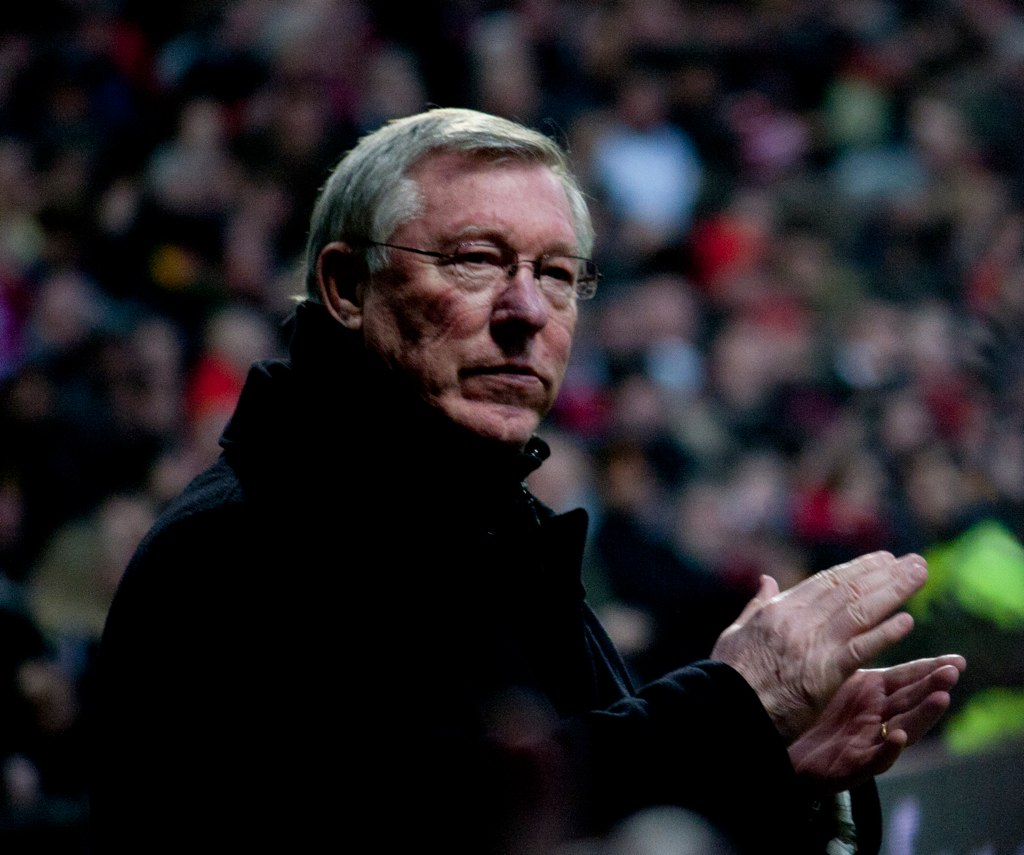
Alex Ferguson (2011)

Am 8. Mai 2013 erklärte Alex Ferguson in einem kurzen Statement, dass er mit Ende der laufenden Saison von seinem Amt als Trainer zurücktreten werde. Obwohl in den vorangegangenen Jahren immer wieder über einen möglichen Abschied spekuliert worden war, kam die Rücktritts-Ankündigung überraschend. Die Meldung bestimmte in den folgenden Tagen die britischen Medien und die Öffentlichkeit überschlug sich regelrecht mit Abschiedsbekundungen für den 71-Jährigen. Nach 26 Jahren wurde der Schritt gemeinhin als das Ende einer Ära angesehen. Dabei dürften gesundheitliche Probleme den Ausschlag für Fergusons plötzlichen Rückzug gegeben haben. Seit 2004 trägt er einen Herzschrittmacher, eine Operation an der Hüfte stand bevor.

„Diese Entscheidung, in Ruhestand zu gehen, ist eine, über die ich sehr viel nachgedacht habe. Es ist die richtige Zeit. Es war mir wichtig, eine Organisation in ihrer bestmöglichen Verfassung zu hinterlassen - und ich denke, das tue ich.“

Als aussichtsreichste Kandidaten für seine Nachfolge galten zunächst José Mourinho, Jürgen Klopp und vor allem David Moyes. Ferguson selbst sprach sich für den Schotten Moyes vom Ligakonkurrenten FC Everton aus („Er ist ein Mann mit großer Integrität und Arbeitsmoral“), der schließlich als Nachfolger zur Saison 2013/14 verpflichtet wurde und einen Fünf-Jahres-Vertrag erhielt. Vier Tage nach der Rücktritts-Ankündigung folgte Fergusons Abschied im Rahmen seines letzten Heimspiels am 12. Mai 2013. Vor dem Anpfiff der Partie gegen Swansea City (2:1) standen die Spieler beider Teams Spalier, die 76.212 Zuschauer im ausverkauften Old Trafford erhoben sich und schwenkten rote Fahnen. Ferguson drehte einige Ehrenrunden, bevor er sich zum letzten Mal auf die heimische Trainerbank setzte. Sichtlich gerührt hielt er unmittelbar nach Spielende auf dem Rasen eine kurze, emotionale Abschiedsrede („Danke an euch alle, ihr wart fantastisch. Ich hatte das Glück, einige der größten Spieler zu trainieren. All diese Last-Minute-Siege, die Comeback-Erfolge, die großen Titel, auch die Niederlagen - all das gehört zu dem größten Klub den es auf der Welt gibt“). Er bedankte sich auch bei seiner Ehefrau Cathy und appellierte, seinem Nachfolger die gleiche Unterstützung zukommen zu lassen wie ihm. Schließlich nahm Fergie den englischen Meisterpokal entgegen, da Manchester bereits als Meister feststand. Neben Ferguson beendete auch United-Urgestein Paul Scholes seine Karriere. Eine Woche später, am 38. Spieltag, folgte Fergusons letzte Partie, zugleich sein 1.500 Pflichtspiel als United-Trainer. Gegen West Bromwich Albion gab es ein historisches 5:5-Unentschieden.

„Er konnte einfach alles: eine Scouting-Abteilung leiten, die erste Mannschaft trainieren. Er wusste, wie er mit den Medien umgehen musste. Er trat sogar in den Austausch mit der Marketingabteilung. Im Grunde hätte United nach dem Abgang von Sir Alex Ferguson drei oder vier Personen anheuern müssen, um jene Aufgaben auszufüllen, die er während seiner Zeit als Cheftrainer übernommen hatte.“

Für Manchester United stellte sich Fergusons Rücktritt als sportliche Zäsur heraus und hinterließ ein regelrechtes Machtvakuum. Sein direkter Nachfolger, David Moyes, wurde bereits nach zehn Monaten im Amt vorzeitig entlassen. Trotz enormer Transferinvestitionen und der Verpflichtung international renommierter Trainer wie Louis van Gaal oder José Mourinho ist es United seit 2013 nicht mehr gelungen, eine Meisterschaft zu gewinnen. Mittlerweile haben die Red Devils sowohl ihre sportliche als auch wirtschaftliche Vormachtstellung im englischen Vereinsfußball eingebüßt. Kritiker geben dem autokratischen Ferguson eine Mitverantwortung am Niedergang des Klubs, da er in seiner Amtszeit keinen sportlichen Kompetenzträger neben, geschweige denn über sich erlaubte. Für die Fans symbolisiert die ungeliebte Eigentümerfamilie Glazer den sportlichen wie wirtschaftlichen Verfall. Durch die Übernahme von Manchester United hatten die Glazers die notwendigen 800 Millionen £ über Anleihen eingeworben und als Sicherheit für einen großen Teil dieser Summe den Klub selbst genutzt, der somit auf einen Schlag verschuldet war. Kalkulationen besagen, dass die Familie seit 2005 rund 1,1 Milliarden £ in Form von Vergütungen, Dividenden, Zinszahlungen und Schuldenrückzahlungen aus dem Verein gezogen hat.
Auch nach seinem Abschied als Trainer, blieb Ferguson dem Klub als globaler Markenbotschafter und Vorstandsdirektor erhalten. In dieser Rolle übte er 2021 entscheidenden Einfluss auf Cristiano Ronaldo aus, als dieser unmittelbar vor einem Wechsel zu Manchester City stand. Dank eines Telefonats zwischen dem Spieler und seinem Ziehvater, erteilte der Portugiese den Citizens eine Absage und entschloss sich stattdessen zu einer Rückkehr zu Manchester United. Am 16. Oktober 2024 berichteten britische Medien, dass Ferguson seine Botschafter-Rolle zum Ende der Saison 2024/25 aufgeben wird. Die einvernehmliche Entscheidung wurde nach einem Gespräch zwischen Ferguson und Miteigentümer Jim Ratcliffe getroffen, der Sparmaßnahmen vorantreiben will. Durch den endgültigen Rückzug der Klub-Ikone soll United ein Millionengehalt einsparen. Ferguson verbleibt lediglich als „nicht geschäftsführendes Mitglied“ im Vorstand (Board of Directors), der weiterhin durch die Glazer-Familie dominiert wird.

## Führungsstil
Ferguson verlangte seiner Mannschaft Disziplin und strikte Regeln ab, die jeder zu befolgen hatte. Bei Verstößen oder Aufbegehren war er bereit, hart durchzugreifen. Spieler, die sich nicht fügten oder die Kontrolle des Trainers untergraben wollten, wurden rigoros aussortiert – auch wenn sie wichtige Leistungsträger waren wie etwa Paul Ince oder David Beckham.

„Manchmal müssen Sie sich fragen, ob bestimmte Profis die Stimmung in der Kabine beeinträchtigen, die Leistung des Teams und Ihre Kontrolle über die Mannschaft und das Personal. Wenn das der Fall ist, müssen Sie einen klaren Schnitt machen. Es gibt einfach keine andere Möglichkeit. Es spielt dabei keine Rolle, ob der Betreffende der beste Spieler der Welt ist. Die langfristigen Aussichten des Klubs sind bedeutender als ein Einzelner, und der Trainer muss die wichtigste Person im Verein sein.“

Nur wichtigen Führungsspielern wie Bryan Robson, Gary Pallister oder Roy Keane gewährte Ferguson gewisse Freiheiten. Die einzig wirkliche Ausnahme hingegen war Éric Cantona, der innerhalb der Mannschaft und auch bei seinem Trainer eine absolute Sonderstellung genoss. Auf subtile Weise ließ er Milde walten und für den exzentrischen Franzosen galten besondere oder gar keine Regeln. „King Éric“ war einfach zu wichtig, um sich mit ihm anzulegen und Ferguson stand auch nach dessen berüchtigten Kung-Fu-Tritt (25. Januar 1995) weiter loyal zu ihm.
Berüchtigt waren seine cholerischen Wutausbrüche in den Halbzeitpausen, die als „hairdryer treatments“ bezeichnet wurden. Diese wurden nach einem Vorfall mit Mark Hughes bekannt, als sich Ferguson nach schwacher Leistung während einer Halbzeitansprache vor ihm aufgebaut und ihn lautstark zusammengestaucht hatte.

„Wenn du verlierst und Sir Alex glaubt, dass du dein Bestes gegeben hast, gibt es kein Problem. Aber wenn du dich hängen lässt und verlierst, solltest du auf deine Ohren aufpassen.“

Ferguson zeichnete sich vor allem durch seinen motivierenden und teilweise unkonventionellen Führungsstil aus, sodass sich auch auf der Ersatzbank (trotz großer Spielerpersönlichkeiten) kein Unmut ausbreitete. Trotz der zahllosen Erfolge Uniteds versuchte Ferguson, seine Mannschaft stets durch harte Arbeit, Disziplin und absoluten Siegeswillen weiterhin auf Kurs zu halten.
Das Mannschaftstraining überließ Ferguson seinen Assistenten, da es ihm die Möglichkeit gab, die Spieler und ihre Leistung besser zu bewerten. Dennoch war er stets als Beobachter anwesend. So lag sein Büro genau so, dass er stets das Trainingsgelände im Blick hatte. Die Idee dazu bekam er während seiner Trainertätigkeit bei Aberdeen.
Während seine Tätigkeit in Manchester unterstützten ihn folgende Assistenztrainer:
- 1986–1991: Archie Knox
- 1991–1999: Brian Kidd
- 1998–1999: Jimmy Ryan
- 1999–2001: Steve McClaren
- 2000–2001: Jimmy Ryan
- 2002–2003: Carlos Queiroz
- 2004: Walter Smith
- 2004–2008: Carlos Queiroz
- 2008–2013: Mike Phelan
- 2007–2013: René Meulensteen

## Titel als Trainer
International

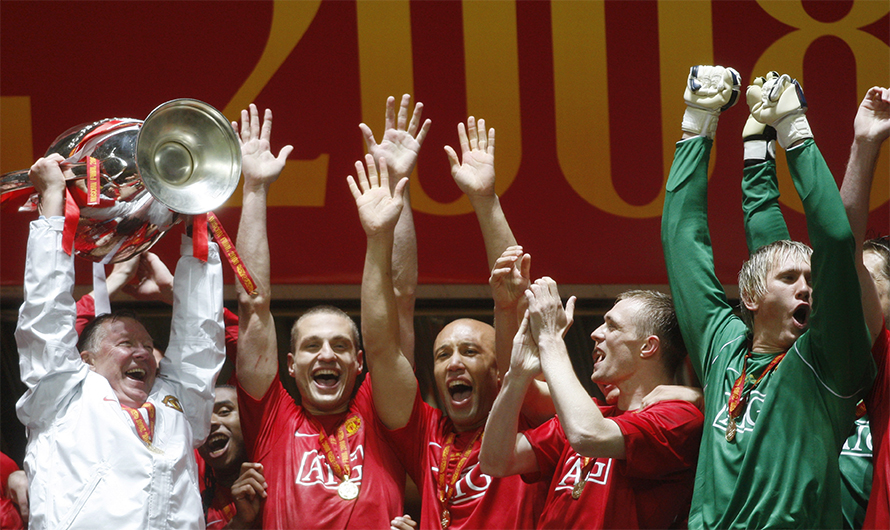
Ferguson (links) mit der Champions-League-Trophäe (2008)

- Champions-League-Sieger (2): 1999, 2008 (beide Manchester United)
- Europapokalsieger der Pokalsieger (2): 1983 (FC Aberdeen), 1991 (Manchester United)
- Klub-Weltmeister: 2008 (Manchester United)
- Weltpokalsieger: 1999 (Manchester United)
- UEFA-Super-Cup-Sieger (2): 1983 (FC Aberdeen), 1991 (Manchester United)

England
(alle Manchester United)
- Meister (13): 1993, 1994, 1996, 1997, 1999, 2000, 2001, 2003, 2007, 2008, 2009, 2011, 2013
- Pokalsieger (5): 1990, 1994, 1996, 1999, 2004
- Ligapokalsieger (4): 1992, 2006, 2009, 2010
- Supercupsieger (10): 1990, 1993, 1994, 1996, 1997, 2003, 2007, 2008, 2010, 2011

Schottland
(alle FC Aberdeen)
- Meister (3): 1980, 1984, 1985
- Pokalsieger (4): 1982, 1983, 1984, 1986
- Ligapokalsieger: 1986
- Drybrough-Cup-Sieger: 1980

## Auszeichnungen als Trainer
- Premier League Manager of the Season (11): 1994, 1996, 1997, 1999, 2000, 2003, 2007, 2008, 2009, 2011, 2013
- Premier League Manager of the Month (27): August 1993, Oktober 1994, Februar und März 1996, Februar und Oktober 1997, Januar, April und August 1999, März und April 2000, Februar 2001, April und Dezember 2003, Februar 2005, März, August und Oktober 2006, Februar 2007, Januar und März 2008, Januar, April und September 2009, Januar und August 2011, Oktober 2012
- World Soccer Trainer des Jahres (4): 1993, 1999, 2007, 2008
- Welt-Klubtrainer (2): 1999, 2008
- BBC Sports Personality of the Year Coach Award: 1999
- UEFA Club Football Awards Trainer des Jahres: 1999
- Onze d’or Trainer des Jahres (3): 1999, 2007, 2008
- UEFA Team of the Year (2): 2007, 2008
- LMA Trainer des Jahres (4): 1999, 2008, 2011, 2013
- Nominiert als FIFA-Fußballtrainer des Jahres 2013[160]
- English Football Hall of Fame (2002)
- Scottish Football Hall of Fame (2004)
- Premier League Hall of Fame (2023)[161]

## Ehrungen

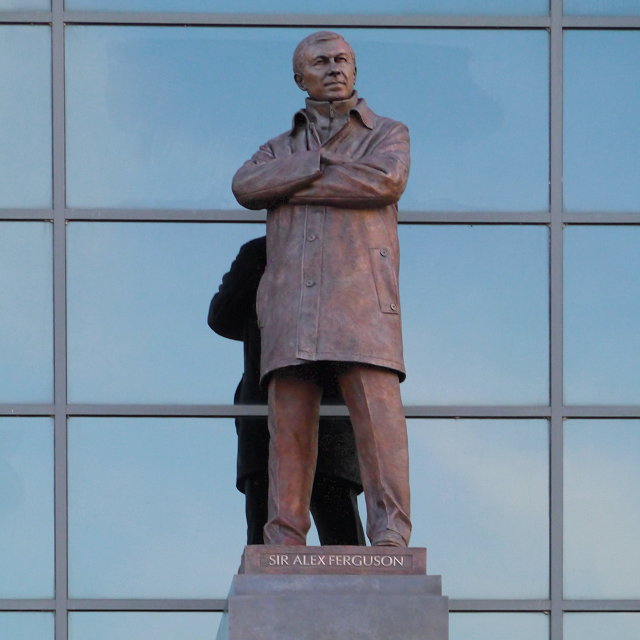
Statue vor dem Old Trafford

- Order of the British Empire: Officer (1985), Commander (1995)
- Knight Bachelor: 1999
- Anlässlich seines 25-jährigen Dienstjubiläums am 6. November 2011 als Trainer von Manchester United, erwies ihm der Klub eine besondere Ehre und benannte die Nordtribüne des Old Trafford in Sir Alexander Ferguson Stand um.[162]
- Am 23. November 2012 wurde eine Bronzestatue von Sir Alex Ferguson vor dem Old Trafford enthüllt. Die 2,75 Meter hohe Statue ist ein Werk des Bildhauers Philip Jackson und zeigt den Trainer in einer eher intellektuellen Haltung; die Arme verschränkt, die Umgebung beobachtend. „Ich habe versucht, ihn als Mann mit großer Entschlossenheit zu porträtieren, als denkenden Menschen“, sagte Jackson. „Aber auch mit dem Humor, über den er reichlich verfügt, in seinem Mundwinkel sieht man ein leichtes Lächeln.“ Die Enthüllung erfolgte in Anwesenheit von 2.500 geladenen Gästen, darunter zahlreiche Ex-Profis.[163]
- Seit 2013 trägt eine Straße in der Gemeinde Old Trafford, Stretford, in unmittelbarer Nähe zum gleichnamigen Stadion, den Namen Sir Alex Ferguson Way.[164]
- Im Oktober 2016 wurde ihm der Walther-Bensemann-Preis für sein Lebenswerk verliehen.[165]
- Ferguson erhielt die Ehrendoktorwürde verschiedener Bildungseinrichtungen wie der University of Salford (1996), der Robert Gordon University (1997), der Glasgow Caledonian University (2001), der University of St Andrews (2002), der Manchester Metropolitan University (2009), der University of Stirling (2011) sowie der University of Manchester (2011).[166]
- Am 25. Februar 2022 wurde eine weitere Bronzestatue vor dem Pittodrie Stadium in Aberdeen feierlich enthüllt. Die Statue wurde durch den Bildhauer Andy Edwards erschaffen und außerhalb des Stadions, vor dem Richard Donald Stand, aufgestellt.[167]
- Ferguson ist Träger der Ehrenauszeichnung Freedom of the City der Städte Aberdeen (1999), Glasgow (1999), Manchester (2000) und Trafford (2013).

## Persönliches
Alex Ferguson war vom 12. März 1966 bis zu ihrem Tod, am 5. Oktober 2023, mit seiner Ehefrau Cathy (geb. Holding) verheiratet. Das Paar hat drei Söhne:
- Mark (* 1968)
- Darren (* 1972); ehemaliger Fußballprofi und aktueller Trainer von Peterborough United
- Jason (* 1972)

Ferguson lebt in Wilmslow, einer wohlhabenden Gemeinde in der Grafschaft Cheshire, außerhalb von Manchester. Mit einem geschätzten Vermögen von 53 Millionen £ zählt er zu den reichsten Fußball-Trainern Großbritanniens, wird aber in der öffentlichen Wahrnehmung als bodenständiges Original der britischen Arbeiterklasse angesehen. Im September 2015 erklärte Ferguson in einem Zeitungsinterview, dass ihn der Tod seiner Schwägerin zu dem Entschluss gebracht hatte, seine Laufbahn als Trainer zu beenden. Er sagte, dass er erkannt habe, dies seiner Frau schuldig gewesen zu sein.
Am 5. Mai 2018 erlitt Ferguson eine Hirnblutung, weshalb er sich im Salford Royal Hospital einer Notoperation unterziehen musste und anschließend intensivmedizinisch behandelt wurde. Nach seiner Genesung besuchte er am 22. September 2018 erstmals wieder ein Heimspiel von Manchester United. Als er wenige Minuten vor dem Anpfiff auf der Tribüne des Old Trafford erschien, gab es Standing Ovations von beiden Fanlagern. Der Klub hatte die Zuschauer aufgefordert, bereits 15 Minuten vor Spielbeginn auf ihren Plätzen zu sein, um Sir Alex bei dessen Rückkehr zu ehren.

## Wissenswertes
- Fergusons Beziehung zu den Schiedsrichtern war äußerst angespannt. Nicht selten stürmte er nach Spielende auf den Platz, um seinem Unmut über fragwürdige Entscheidungen Luft zu machen oder Unparteiische lautstark einzuschüchtern. Dies führte dazu, dass der hitzköpfige Schotte in seiner Karriere nach Schiedsrichternötigung oder -schelte für 17 Spiele gesperrt wurde und insgesamt 100.000 £ Strafe zahlen musste.[175] Im Jahr 2011 wurde er nach wiederholter Kritik für fünf Premier-League-Partien gesperrt.[176][177] Durch dieses Verhalten kam regelmäßig der Vorwurf auf, die Schiedsrichter trauten sich nicht unliebsame Entscheidungen gegen Manchester United zu fällen oder auch die legendäre „Fergie Time“ – die Nachspielzeit, in der United gerne späte Siegtore schoss – zu verlängern.
- Obwohl Alex Ferguson die Sportmedien häufig als Sprachrohr seiner berüchtigten „Mind Games“ nutzte, legte er eine konsequente Anti-Presse-Haltung an den Tag. Beispielsweise brach er Interviews einfach ab, wenn ihm unliebsame Fragen gestellt wurden oder wollte Journalisten aus Pressekonferenzen entfernen lassen. Nachdem die BBC im Mai 2004 eine Fernsehdokumentation ausgestrahlt hatte, die sich kritisch mit der Rolle seines Sohnes Jason als Spielervermittler im Zusammenhang von Transfers auseinandersetzte, empfand Ferguson die Vorwürfe als Angriff auf die Familienehre und forderte den Sender zu einer öffentlichen Entschuldigung auf. Als diese ausblieb, belegte er die BBC mit einem siebenjährigen Interview-Boykott, den er am 28. August 2011 beendete.[178] Als einziger Manager der Premier League nahm er sich das Recht heraus, weder nach Liga- noch Pokalspielen an Pressekonferenzen teilzunehmen, obwohl er durch die Regularien dazu verpflichtet gewesen wäre. Stattdessen ließ er sich durch seinen Assistenten Mike Phelan vertreten. Lediglich vor und nach den Begegnungen der Champions League war er dazu bereit. Im Jahr 2005 boykottierte Ferguson sogar kurzzeitig den Vereinskanal MUTV.[179]
- Während einer Scouting-Reise nach Frankreich (1991) entdeckte Ferguson seine Leidenschaft für Rotwein und bezeichnete das Sammeln von Weinen als „eine Passion meines Lebens.“ Dies habe ihn in den Jahren als Trainer von der Intensität und dem täglichen Druck abgelenkt. Ferguson führte das Ritual ein, vor ausgewählten Heimspielen mit dem Trainer der Gästemannschaft ein Glas Wein zu trinken, wobei der Gast das Getränk mitbringen musste.[180] Zu seinem Karriereende umfasste die Weinsammlung etwa 5.000 Flaschen, deren Einzelwerte zwischen 300 und 65.000 £ lagen. 2014 ließ Ferguson einen Großteil durch das Auktionshaus Christie’s in Hongkong und London versteigern.[181][182] Der Erlös lag bei drei Millionen Pfund.[183]
- Gemeinsam mit dem irischen Geschäftsmann John Magnier war Ferguson Miteigentümer des Rennpferdes Rock of Gibraltar (1999–2022) einem Englischen Vollbluthengst aus dem Gestüt Ballydoyle. Das Pferd hat alleine im Jahr 2002 über 17 Millionen Euro an Preisgeldern eingebracht und gewann sieben Rennen der Kategorie 1 in Serie und wurde Zweiter beim berühmten Breeders’ Cup in den USA.[184] Als sich Magnier weigerte, die reklamierten Gewinne auszuzahlen, entspann sich eine Auseinandersetzung, die mit einer empfindlichen Niederlage für Ferguson endete. Magnier nutzte Ungereimtheiten rund um Spielertransfers von United, an denen Fergusons Sohn Jason beteiligt war, um den unantastbaren Manager anzugreifen. Schließlich stimmte Ferguson einer außergerichtlichen Einigung mit Magnier zu, die ihm nur einen Bruchteil der erhofften Gewinne überließ. Sohn Jason wurde von den Vereinsverantwortlichen von zukünftigen Transfers ausgeschlossen.
- Fergusons Markenzeichen während Spielen war ein hektisches Kaugummikauen. Sein letzter Kaugummi als Manchester-Trainer ist angeblich für eine halbe Million Euro im Internet versteigert worden. Ein Fan will das sporthistorische Souvenir nach dem Spiel gegen West Bromwich aufgesammelt haben. Auf einem roten Kissen in einer Vitrine aus Plexiglas wurde der Kaugummi im Online-Auktionshaus Ebay angeboten und ein Bieter soll angeblich 460.000 Euro geboten haben.[185][186]